# Fine Gael
Fine Gael (en irlandès, família o tribu dels irlandesos) és un partit polític irlandès d'ideologia demòcrata-cristiana.

## Història
Fou fundat el 3 de setembre del 1933 de la fusió del Cumann na nGaedhael, de l'Associació de Camarades de l'Exèrcit i del Partit Nacional de Centre.
El seu naixement és fruit de les disputes en el si del Sinn Féin durant les negociacions per trobar una solució pacífica després de la Guerra d'Independència amb el Regne Unit. A més, aquest fet originà la sortida del sector republicà i més nacionalista del Sinn Féin i la creació del Fianna Fáil.
Mícheál Ó Coileáin (o Michael Collins) fou un dels negociadors de la pau, la qual conclogué amb el Tractat Angloirlandès que establí la secessió de la major part d'Irlanda, menys l'Ulster que es reservava el dret de continuar pertanyent a la Gran Bretanya.
A diferència d'aquest, el Fine Gael representa avui la defensa acèrrima de la integració europea i d'un nacionalisme irlandès moderat, sempre oposat al republicanisme violent. És membre de ple dret del Partit Popular Europeu i des de 2009 té 4 eurodiputats al Parlament d'Estrasburg.
Per primera vegada a la història a les eleccions al Dáil Éireann de 2011 el Fine Gael guanyà les eleccions generals amb més del 36% dels vots i 70 diputats dels 166, després de l'aclaparador daltabaix de l'imperant Fianna Fáil. Després de la retirada d'Enda Kenny, que va governar des de 2011, Leo Varadkar va ser elegit líder del partit el 2 de juny del 2017 i 14 de juny va esdevenir Taoiseach (primer ministre).
Els republicans de Sinn Féin van ser la força més votada a la República d'Irlanda en les eleccions al Dáil Éireann de 2020, encara que no van poder governar, doncs Micheál Martin del Fianna Fáil va ser nomenat Taoiseach amb un govern de coalició entre el Fine Gael, Fianna Fáil i el Partit Verd amb Leo Varadkar com a Tánaiste, intercanviant-se els papers el 2022. Varadkar va dimitir el 20 de març de 2024 poc després que el seu govern va perdre perdés dos referèndums per canviar el que va anomenava llenguatge "sexista" a la constitució, va dimitir com a líder de Fine Gael amb efecte immediat, afirmant que dimitiria com a Taoiseach quan el seu successor fos elegit. El conservador Simon Harris fou nomenat el 9 d'abril de 2024 nou taoiseach (primer ministre d'Irlanda) amb 88 vots a favor i 69 en contra, formant un govern de coalició entre el Fine Gael, Fianna Fáil i el Partit Verd.
A les eleccions al Dáil Éireann de 2024, Fianna Fáil es mantingué com el partit més votat, augmentant el seu nombre d'escons a 48, i Fine Gael va obtenir 38 escons, i entre els dos partits van obtenir 86 escons, a dos de la majoria absoluta. Micheál Martin de Fianna Fáil va repetir l'acord de taoiseach rotatiu de 2020 amb el Fine Gael. Martin romandrà en el seu nou paper durant tres anys, i Simon Harris del Fine Gael es farà càrrec el novembre de 2027.
Els secretaris del partit han estat:
- General Eoin O'Duffy (1933-34)
- William T. Cosgrave, (1934-44)
- General Richard Mulcahy, TD (1944-59)
- Thomas F. O'Higgins, TD, 1944
- John A. Costello, TD (1944-1959).
- James Dillon, TD (1959-65)
- Liam Cosgrave, TD (1965-77),
- Garret FitzGerald, TD (1977-87),
- Alan Dukes, TD (1987-90)
- John Bruton, TD (1990-2001),
- Michael Noonan, TD (2001-2002)
- Enda Kenny, TD (2002 - 2017)
- Leo Varadkar, 2017-2024[2]
- Simon Harris, 2024-[7]

## Resultats electorals

### Dáil Éireann
| Any       | Líder             | Vots 1a pref. | %         | Escons   | ±  | Govern                    |
| --------- | ----------------- | ------------- | --------- | -------- | -- | ------------------------- |
| 1937      | W. T. Cosgrave    | 461,171       | 34.8 (#2) | 48 / 138 | 11 | Oposició                  |
| 1938      | W. T. Cosgrave    | 428,633       | 33.3 (#2) | 45 / 138 | 3  | Oposició                  |
| 1943      | W. T. Cosgrave    | 307,490       | 23.1 (#2) | 32 / 138 | 12 | Oposició                  |
| 1944      | Richard Mulcahy   | 249,329       | 20.5 (#2) | 30 / 138 | 2  | Oposició                  |
| 1948      | Richard Mulcahy   | 262,393       | 19.8 (#2) | 31 / 147 | 1  | Minoria FG–LP–CnP–CnT–NLP |
| 1951      | Richard Mulcahy   | 349,922       | 27.2 (#2) | 40 / 147 | 9  | Oposició                  |
| 1954      | Richard Mulcahy   | 427,031       | 32.0 (#2) | 50 / 147 | 10 | FG–LP–CnT                 |
| 1957      | Richard Mulcahy   | 326,699       | 26.6 (#2) | 40 / 147 | 10 | Oposició                  |
| 1961      | James Dillon      | 374,099       | 32.0 (#2) | 47 / 144 | 7  | Oposició                  |
| 1965      | James Dillon      | 427,081       | 34.1 (#2) | 47 / 144 | =  | Oposició                  |
| 1969      | Liam Cosgrave     | 449,749       | 34.1 (#2) | 50 / 144 | 3  | Oposició                  |
| 1973      | Liam Cosgrave     | 473,781       | 35.1 (#2) | 54 / 144 | 4  | FG–LP                     |
| 1977      | Liam Cosgrave     | 488,767       | 30.5 (#2) | 43 / 148 | 11 | Oposició                  |
| 1981      | Garret FitzGerald | 626,376       | 36.5 (#2) | 65 / 166 | 22 | Minoria FG–LP             |
| 1982 (I)  | Garret FitzGerald | 621,088       | 37.3 (#2) | 63 / 166 | 2  | Oposició                  |
| 1982 (II) | Garret FitzGerald | 662,284       | 39.2 (#2) | 70 / 166 | 7  | FG-LP                     |
| 1987      | Garret FitzGerald | 481,127       | 27.1 (#2) | 51 / 166 | 19 | Oposició                  |
| 1989      | Alan Dukes        | 485,307       | 29.3 (#2) | 55 / 166 | 4  | Oposició                  |
| 1992      | John Bruton       | 422,106       | 24.5 (#2) | 45 / 166 | 10 | Oposició (1992–94)        |
| 1992      | John Bruton       | 422,106       | 24.5 (#2) | 45 / 166 | 10 | FG–LP–DL (1994–97)        |
| 1997      | John Bruton       | 499,936       | 27.9 (#2) | 54 / 166 | 9  | Oposició                  |
| 2002      | Michael Noonan    | 417,619       | 22.5 (#2) | 31 / 166 | 23 | Oposició                  |
| 2007      | Enda Kenny        | 564,428       | 27.3 (#2) | 51 / 166 | 20 | Oposició                  |
| 2011      | Enda Kenny        | 801,628       | 36.1 (#1) | 76 / 166 | 25 | FG–LP                     |
| 2016      | Enda Kenny        | 544,410       | 25.5 (#1) | 50 / 158 | 26 | Minoria                   |
| 2020      | Leo Varadkar      | 455,568       | 20.9 (#3) | 35 / 160 | 15 | FF–FG–GP                  |
| 2024      | Simon Harris      | 458,134       | 20.8 (#2) | 38 / 174 | 3  | Coalició                  |

### Presidencials
| Any  | Candidat                     | Vots de 1a pref.             | %                            | +/–                          | Pos.                         |
| ---- | ---------------------------- | ---------------------------- | ---------------------------- | ---------------------------- | ---------------------------- |
| 1938 | Suport a Douglas Hyde        | Suport a Douglas Hyde        | Suport a Douglas Hyde        | Suport a Douglas Hyde        | Suport a Douglas Hyde        |
| 1945 | Seán Mac Eoin                | 335,539                      | 30.9%                        | —                            | 2n                           |
| 1959 | Seán Mac Eoin                | 417,536                      | 43.7%                        | —                            | 2n                           |
| 1966 | Tom O'Higgins                | 548,144                      | 49.5%                        | 5.8                          | 2n                           |
| 1973 | Tom O'Higgins                | 587,771                      | 48%                          | 1.5                          | 2n                           |
| 1974 | Suport a Cearbhall Ó Dálaigh | Suport a Cearbhall Ó Dálaigh | Suport a Cearbhall Ó Dálaigh | Suport a Cearbhall Ó Dálaigh | Suport a Cearbhall Ó Dálaigh |
| 1990 | Austin Currie                | 267,902                      | 17%                          | —                            | 3r                           |
| 1997 | Mary Banotti                 | 372,002                      | 29.3%                        | 12.3                         | 2n                           |
| 2004 | Suport a Mary McAleese       | Suport a Mary McAleese       | Suport a Mary McAleese       | Suport a Mary McAleese       | Suport a Mary McAleese       |
| 2011 | Gay Mitchell                 | 113,321                      | 6.4%                         | —                            | 4t                           |
| 2018 | Suport a Michael D Higgins   | Suport a Michael D Higgins   | Suport a Michael D Higgins   | Suport a Michael D Higgins   | Suport a Michael D Higgins   |

### Parlament Europeu
| Any  | Líder             | Vots 1a pref. | %          | Escons | +/− | Grup PE |
| ---- | ----------------- | ------------- | ---------- | ------ | --- | ------- |
| 1979 | Garret FitzGerald | 464,451       | 33.13 (#2) | 4 / 15 | Nou | EPP     |
| 1984 | Garret FitzGerald | 361,034       | 32.22 (#2) | 6 / 15 | 2   | EPP     |
| 1989 | Alan Dukes        | 353,094       | 21.63 (#2) | 4 / 15 | 2   | EPP     |
| 1994 | John Bruton       | 276,095       | 24.27 (#2) | 4 / 15 | =   | EPP     |
| 1999 | John Bruton       | 342,171       | 24.59 (#2) | 4 / 15 | =   | EPP-ED  |
| 2004 | Enda Kenny        | 494,412       | 27.76 (#1) | 5 / 13 | 1   | EPP     |
| 2009 | Enda Kenny        | 532,889       | 29.13 (#1) | 4 / 12 | 1   | EPP     |
| 2014 | Enda Kenny        | 369,120       | 22.28 (#2) | 4 / 11 | =   | EPP     |
| 2019 | Leo Varadkar      | 496,459       | 29.59 (#1) | 5 / 13 | 1   | EPP     |
| 2024 | Simon Harris      | 362,766       | 20.79 (#1) | 4 / 14 | 1   | EPP     |